# Головень Олексій Геннадійович
Олексій Геннадійович Головень (нар. 12 січня 1999, Бердянськ) — український волейболіст, пасувальник (зв'язуючий), гравець львівського ВК «Барком-Кажани» та збірної України.

## Життєпис
Народився 12 січня 1999 року в м. Бердянську. Має молодшого брата.
У складі команди Кам'янець-Подільського національного університету імені Івана Огієнка у травні 2019 року став чемпіоном Студенської ліги України.
Одного разу брав участь у турнірі за участю харківського «Локомотива», чий тренер побачив Олексія та запросив до харківського спортивного інтернату, грати за «Локомотив».
Грав у складах харківського «Локомотива», ВК МХП-Вінниця, в одному з російських клубів. У сезоні 2021/2022 був капітаном львівського ВК «Барком-Кажани».
У 2020 році отримав виклик до лав української національної збірної. Також у її складі вийшов до фіналу Золотої Євроліги 2021

### Досягнення
- Чемпіон України: 2019, 2021

### Відзнаки
- Найкращий пасувальник (розігруючий) ХІІ Меморіалу Юзефа Ґаєвського (2021[11], Сувалки[12][13]).